# Thomas Huschke

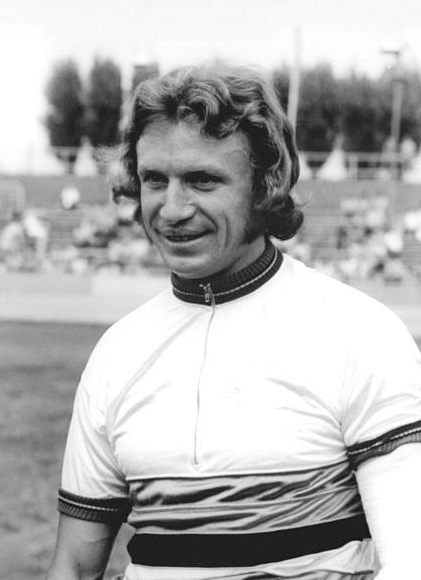
Thomas Huschke (1975)

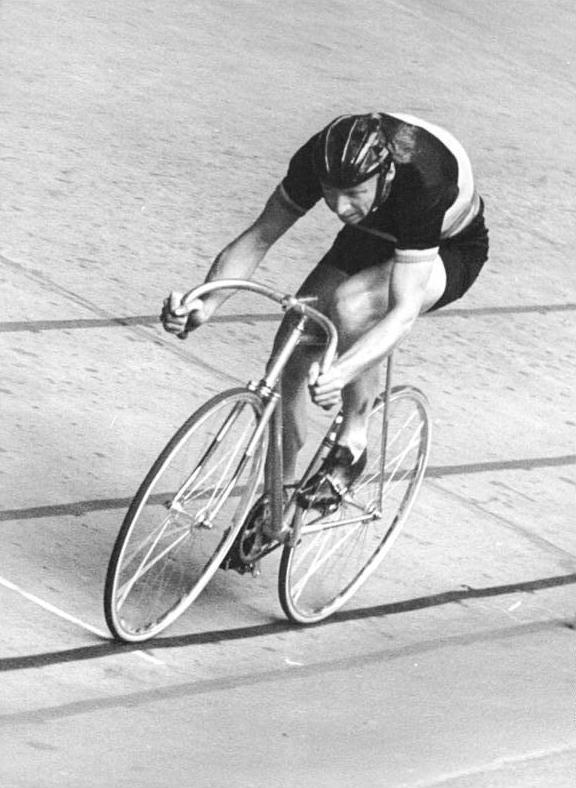
Huschke bei den Bahn-Weltmeisterschaften 1975 in Lüttich

Thomas Huschke (* 29. Dezember 1947 in Berlin) ist ein ehemaliger deutscher Radrennfahrer und Weltmeister im Radsport.

## Sportliche Laufbahn
Huschke war in der DDR aktiv. Er begann 1962 beim SC Einheit Berlin mit dem Radsport. Er trainierte u. a. bei Hans Wagner, der selbst ein erfolgreicher Bahnfahrer war.
Huschke, Mitglied des Berliner TSC, fuhr als Amateur hauptsächlich auf der Bahn. Er wurde 16-mal DDR-Meister in den Disziplinen Einerverfolgung, Mannschaftsverfolgung, Madison sowie im Steherrennen. Er nahm aber auch erfolgreich an Straßenrennen teil. So gewann er 1973 eine Etappe der Friedensfahrt.
Für die Bahn-Nationalmannschaft der DDR fuhr Huschke 1969 drei Länderkämpfe gegen die Niederlande, Italien und die UdSSR in der 4000-m-Mannschaftsverfolgung. Zusammen mit Heinz Richter, Bernhard Gruner und Bernd Schreiber gewannen er alle drei Rennen. Gegen Italien fuhr der DDR-Vierer mit 4:29,4 Minuten neuen deutschen Rekord der DDR sowie Weltjahresbestleistung für Zementbahnen. Am Ende der jeweiligen Vergleiche siegte die DDR 8:7 gegen die Niederlande, 8,5:6,5 gegen Italien und verlor 8,5:9,5 gegen die UdSSR.
Im August 1969 startete Huschke bei der Bahn-Weltmeisterschaft in Brünn im Wettbewerb der 4000-m-Mannschaftsverfolgung. In der gleichen Besetzung wie bei den vorangegangenen Länderkämpfen (Huschke, H. Richter, Gruner, Schreiber) erreichte die DDR-Mannschaft in der Qualifikation in 4:37,13 Minuten den fünften Platz. Im Viertelfinale traf der Vierer dann auf die UdSSR. Trotz einer Steigerung auf 4:32,73 Minuten verlor die DDR-Mannschaft um 81 Hundertstelsekunden gegen die UdSSR und verpasste somit den Einzug ins Halbfinale.
1975 wurde Huschke Weltmeister in der Einerverfolgung. Bei den Olympischen Spielen 1972 in München gewann er Silber mit dem DDR-Vierer in der Mannschaftsverfolgung. Vier Jahre später in Montreal 1976 errang er die Bronzemedaille in der Einerverfolgung. 1974 siegte er im Velká Cena Evropy, einem internationalen Turnier in der Einerverfolgung. 1977 wurde Thomas Huschke DDR-Meister der Steher und 1979 Vize-Meister. Zwei seiner spektakulärsten Siege errang er 1972 (mit Heinz Richter) und 1975 (mit Scholz) beim Mammutrennen 1001 Runde auf der Berliner Winterbahn. 1976 gewann er die 6 Tage um den Preis der Jungen Welt mit Uwe Unterwalder als Partner.

## Familiäres
Thomas Huschke stammt aus einer bekannten Radsportfamilie. Schon sein Großvater Adolf sowie sein Großonkel Richard und sein Vater, Gerhard Huschke, waren erfolgreiche Radrennfahrer. Der Gründer dieser oft als Huschke-Dynastie bezeichneten Familientradition war der Berliner Klempnermeister Otto Huschke, der bereits 1890 sein erstes Radrennen in Gransee bestritt und gewann. Sein Vater Gerhard starb, als Thomas Huschke in Montreal die Weltmeisterschaft bestritt und im Kampf um die Bronzemedaille Dietrich Thurau schlug.

## Berufliches
Nach Beendigung seiner Rennfahrer-Laufbahn nahm Huschke ein Studium der Ökonomie in Berlin auf und promovierte. Kurze Zeit war er als Marketing-Experte des Deutschen Turn- und Sportbundes der DDR tätig. 1988 wurde Huschke Manager der Eiskunstläuferin Katarina Witt. Von 2004 bis 2006 war er Präsident des Frankfurter Radsport-Clubs 90 (Frankfurt/Oder). Ab 2012 amtierte er für zwei Jahre als Präsident des Berliner Radsportverbandes. Aktuell (Stand 2020) ist er Präsident des Berliner Vereines NRVg. Luisenstadt.

## Auszeichnungen (Auswahl)
- 1972 und 1976:[12] Vaterländischer Verdienstorden in Bronze

## Werke
- Tendenzen und Gesetzmäßigkeiten der Preisentwicklung der kapitalistischen Weltmarktpreise für NE-Metalle und theoretische und methodologische Fragen der Anwendung dieser Preise bei der RGW-Preisbildung, Berlin, Hochschule für Ökonomie, Diss. 1984